# Józefów (Konstantynów Łódzki)
Józefów – część miasta Konstantynowa Łódzkiego w województwie łódzkim, w powiecie pabianickim, do 1975 północno-wschodnia część wsi Józefów. Leży na południowych rubieżach miasta, w okolicach ulicy Józefów.

## Historia
Dawniej samodzielna miejscowość (kolonia), od 1867 w gminie Lutomiersk. W okresie międzywojennym należał do powiatu łaskiego w woj. łódzkim. 2 października 1933 utworzono gromadę Józefów w granicach gminy Lutomiersk, składającą się z samego Józefowa.
Podczas II wojny światowej włączony do III Rzeszy. Po wojnie Józefów powrócił do powiatu łaskiego woj. łódzkim jako jedna z 14 gromad gminy Lutomiersk. W związku z reorganizacją administracji wiejskiej jesienią 1954, Józefów wszedł w skład nowej gromady Porszewice, a po jej zniesieniu 1 stycznia 1959 – do gromady Lutomiersk w powiecie łódzkim. W 1971 roku ludność Józefowa (z Florentynowem) wynosiła 291.
Od 1 stycznia 1973 reaktywowanej w gminie Lutomiersk (jako część sołectwa Florentynów) w powiecie łódzkim.
29 kwietnia 1975 północno-wschodnią część wsi Józefów (132 ha) włączono do Konstantynowa Łódzkiego. Pozostała część Józefowa stała się częścią Florentynowa.